# ديلمورات باتور
ديلمورات باتور (بالصينية: 迪力木拉提·巴吐尔) هو لاعب كرة قدم صيني في مركز الوسط، ولد في 6 يوليو 1989 في كاشغر في الصين. لعب مع كينغداو جونون ونادي العروبة ونادي شنجن.